# Witold Wyspiański

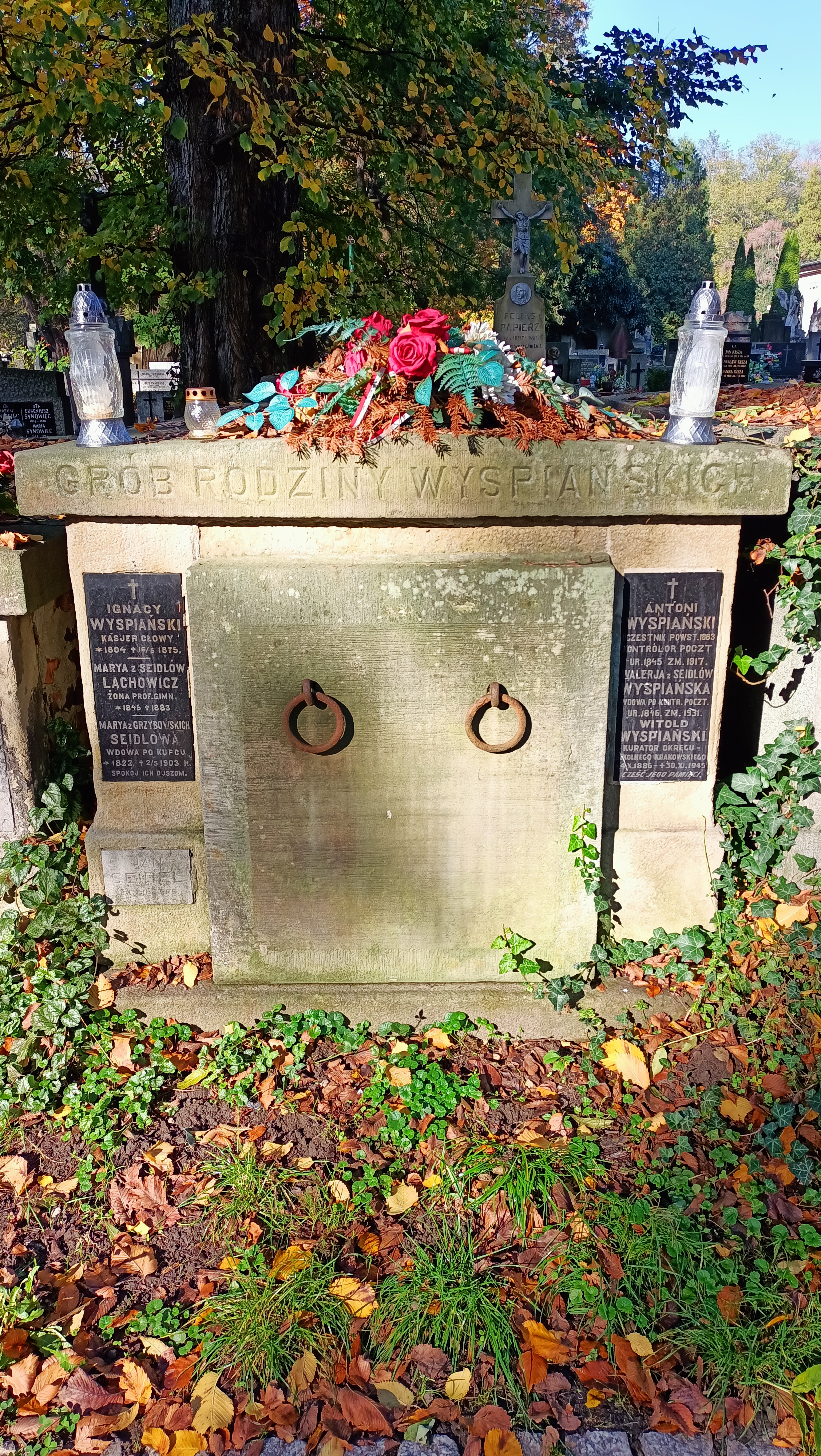
Grób Witolda Wyspiańskiego na Cmentarzu Rakowickim w Krakowie

Witold Marian Wyspiański (ur. 4 października 1886 w Krakowie, zm. 30 października 1945 tamże) – polski geolog, nauczyciel i działacz społeczny, przewodniczący Klubu Demokratycznego w Sosnowcu (1938–1939), poseł do Krajowej Rady Narodowej. 

## Życiorys
Po ukończeniu studiów z dziedziny biologii, geologii i mineralogii na Uniwersytecie Jagiellońskim pracował jako nauczyciel biologii w krakowskim gimnazjum. W czasie I wojny światowej organizował Drużyny Bartoszowe w Małopolsce. W 1919 przeniósł się do Sosnowca, gdzie nauczał w Gimnazjum im. Stanisława Staszica i Gimnazjum im. Stanisława Wyspiańskiego. Działał w Towarzystwie Uniwersytetu Robotniczego w Zagłębiu Dąbrowskim (1923–1939) oraz Polskim Towarzystwie Przyrodników im. Kopernika (od 1926 członek ZG). W latach 1927–1930 przewodniczył okręgowemu Związkowi Nauczycielstwa Polskiego Szkół Średnich, a później do wybuchu II wojny światowej okręgowemu ZNP. W latach 30. zaangażowany w Ligę Obrony Praw Człowieka i Obywatela. W 1936 został wiceprezesem Koła Polskiego Związku Myśli Wolnej. Należał do założycieli Towarzystwa Naukowego Zagłębia Dąbrowskiego. W 1938 zakładał Klub Demokratyczny w Sosnowcu, którego został prezesem. W 1939 znalazł się w szeregach Stronnictwa Demokratycznego. 
W 1941 przeniósł się z terenów wcielonych do III Rzeszy do Krakowa. Działał w Polskiej Partii Robotniczej, z ramienia której skierowano go do pracy w Robotniczej Partii Polskich Socjalistów. 2 maja 1944 został przewodniczącym konspiracyjnej Wojewódzkiej Rady Narodowej w Krakowie. Po wyzwoleniu pełnił obowiązki wiceprzewodniczącego WRN oraz kuratora okręgu szkolnego krakowskiego. Zasiadał w KRN – formalnie z ramienia Polskiej Partii Socjalistycznej. 
Był aktywnym wolnomularzem. W 1924 współzakładał lożę „Staszic” w Sosnowcu, był jej dozorcą (1935–1936), przewodniczącym (1936–1937) oraz mówcą (1937–1938). W czasie II wojny światowej członek tajnej loży „Przesąd Zwyciężony” w Krakowie. 
Był synem Antoniego i bratankiem Franciszka Wyspiańskiego oraz kuzynem Stanisława Wyspiańskiego. Został pochowany na cmentarzu Rakowickim. Od 1964 do 1991 był patronem technikum elektrycznego w Dobczycach (obecnie: Zespół Szkół im. ks. Józefa Tischnera).